# 岡山市立高松中学校
岡山市立高松中学校（おかやましりつ たかまつちゅうがっこう）は、岡山県岡山市北区にある公立中学校。

## 沿革
- 1947年（昭和22年） 高松町・生石村・真金村・都窪郡加茂村学校組合立高松中学校として開校
- 1955年（昭和30年） 高松町・真金町学校組合立高松中学校に校名変更
- 1960年（昭和35年） 高松町立高松中学校に校名変更
- 1971年（昭和46年） 岡山市立高松中学校に校名変更

## 部活動

### 運動部
- 野球部
- ソフトテニス部
- 卓球部
- 剣道部
- バレーボール部
- バスケットボール部
- サッカー部

### 文化部
- 吹奏楽部
- 美術部
- 放送部

## 著名な出身者
- 秋山寛貴 - 2007年3月卒業、お笑いトリオ「ハナコ」ツッコミ
- 大森静佳 -  2005年3月卒業、歌人
- 引地秀一郎　- 同校野球部所属、2016年3月卒業、東北楽天ゴールデンイーグルス、現役、投手、背番号39[2]

## アクセス
- 西日本旅客鉄道（JR西日本）桃太郎線（吉備線） 備中高松駅から徒歩約5分。
- 中鉄バス 吉備津神社・稲荷山・大井線 高松中学校前から徒歩約1分。

## 通学区域が隣接している学校
- 岡山市立足守中学校
- 岡山市立中山中学校
- 岡山市立吉備中学校
- 倉敷市立庄中学校
- 総社市立総社東中学校